# Jindřich ze Stráže
Jindřich ze Stráže († 16. ledna 1466, Kamenice nad Lipou) byl český šlechtic, od roku 1458 nejvyšší hofmistr království a synovec Jana mladšího z Ústí. V letech 1452 až 1466 vlastnil hrad a panství v Kamenici nad Lipou.

## Původ a politický život
Jindřich ze Stráže byl členem větve pánů z Růže, která používala za erb modrou pětilistou růži ve zlatém poli. Kamenické panství získal po vymření svých příbuzných, pánů ze Sezimova Ústí (český panský rod z větve Vítkovců). Byl nejmladším ze tří bratrů a patřil k nejbohatším pánům českého jihu. Patřila mu také Stráž a  Červená Řečice. Datum narození není znám.
Politický život Jindřicha ze Stráže byl bohatý. Po celou dobu husitské revoluce stál na straně táboritů. Po zničení jejich levého křídla se smířil (jako jiní stoupenci téhož politického směru) s králem Zikmundem Lucemburským. Dne 11. února 1437 se zúčastnil korunování jeho manželky královny Barbory. Král Zikmund mu daroval statek přerovský na Českobrodsku a Český Brod. Údajně také proto, aby Jindřich ze Stráže podpořil Zikmundova kandidáta pro český trůn - jeho zetě Albrechta II. Habsburského. To se také stalo a v květnu 1438 byl Jindřich ze Stráže mezi českými pány, kteří novému králi vyjeli vstříc na české pomezí do Jihlavy. Osobně se zúčastnil i jeho korunování.
Později se s královskou rodinou rozešel ve zlém. Po Albrechtově smrti roku 1439 vymáhal některé pohledávky na vdově královně Alžbětě, matce Ladislava Pohrobka, narozeného po smrti svého otce roku 1440.

## Odklon od Habsburků
V této době Jindřich ze Stráže hájil královy zájmy, ale nakonec přešel na stranu Hynka Ptáčka z Pirkštejna a Jiřího z Poděbrad. Dne 29. ledna 1440 na pražském sněmu podepsal "list mierny" všech stavů království českého. V druhé polovině června 1440 byl mezi osmnácti pány, kteří měli volit nového krále. Když sešlo z kandidatury Albrechta Bavorského, byl na červnovém sněmu roku 1443 zvolen do poselstva, které mělo jednat s římským králem Fridrichem III. Habsburským o vydání Ladislava Pohrobka do Čech.
Jindřich ze Stráže byl jedním z nejvěrnějších podporovatelů a opor Jiřího z Poděbrad. Nejprve od června roku 1448, kdy byl Jiří z Poděbrad zvolen správcem strany podobojí, poté od roku 1458, kdy dosedl na český trůn. Jindřich ze Stráže tehdy dosáhl na vysoký úřad nejvyššího hofmistra Českého království a na návrh Jiříka z Poděbrad byl jmenováni do stavu panského. Za jeho časté nepřítomnosti v zemi byl zemským správcem. Dne 5. září 1454 dostal i hmotnou odměnu: zápis na Řečici. V říjnu 1459 se zúčastnil sjezdu v Plzni, na kterém byla sjednaná doživotní spolková smlouva mezi Jiříkem z Poděbrad a bavorským vévodou Ludvíkem. Dne 8. května 1460 byl v Praze svědkem zásnub Jiříkovy dcery Lidmily s Ludvíkovým synem Jiřím, kterými měla být tato smlouva zpečetěna.

## Správa panství
V posledních letech svého života věnoval Jindřich velikou pozornost městu Kamenici, jako pán a poručník panství. Roku 1462 vydal řád městu, tzv. Práva Jindřicha ze Stráže, které stanovilo rozsáhlou pravomoc správě města v tzv. řádu konšelském. V něm se vedle práv zdůraznilo i řádné plnění povinností konšelů. Za jejich neplnění byly vyhlášeny trestní sankce. Konšelé měli být při jednání pozorní, spravedliví, ke každému nepodplatitelní, pilní ve svém úřadě. Měli zachovávat úřední tajemství.
Za konšely měli být ustanoveni lidé nejlepší, aby tak "lepší horších poslouchat nemuseli". V další části zavedl řadu pořádkových nařízení a opatření ekonomického charakteru, souvisejících s podnikáním měšťanů, například s vařením piva a jeho šenkováním, pravidelnou kontrolou měr, vah atd. V úvodu se zmiňovalo o právu odkazu (od úmrtí) všeho majetku, což umožňovalo rodině zemřelého pokračovat v obdělávání polí nebo provozování řemesla. To bylo velkým darem, jelikož dříve majetek propadal vrchnosti.
V právech Jindřicha ze Stráže je i zmínka o robotě, kterou byli poddaní měšťané povinni svému pánu, museli platit obvyklé platy (úroky) z gruntů a řemesel jako dříve. Zvláštní pozornost věnoval vztahům mezi měšťany a obyvateli vůbec. Stanovil přísné tresty za provinění - násilné jednání s čeledí, zranění lidí, nepravdivé nařčení. Určoval postup proti dlužníkům. Za provinění zavedl kromě vyšších trestů peněžní pokuty. V právech byla uváděna i požární bezpečnost, kde napomínal občany, aby domy proti ohni dobře spravovali hlínou a zdmi.

## Osobní život
Se svou první manželkou Annou z Mansfeldu měl dva syny, Michala a Jiříka. Jeho druhou manželkou byla Kateřina z Kunštátu, s ní měl dceru Johanku.
Jindřich ze Stráže zemřel 16. ledna 1466 v Kamenici. Pochován je v rodinné hrobce ve strážském farním kostele Petra a Pavla. Na svém náhrobním kameni má vedle svého úředního titulu nejvyššího hofmistra Českého království uveden ještě přívlastek "IEROSOLYM ITANA MILICIA INSIGNIS".
Je to narážka na pouť, kterou vykonal v neznámé době k Božímu hrobu a od níž odvozoval i rytířskou hodnost. Při této příležitosti mluvil prý v Cařihradě i s tureckým sultánem, mimo jiného o rozdílech víry v Čechách. Když musel sultánovi potvrdit jeho informace o rozdílech mezi křesťany přijímajícími podjednou a podobojí způsobou, sultán prý poznamenal, že by raději sloužil tomu bohu, který dává jíst i pít, než tomu, který jíst dává, pít nic.
Po Jindřichově smrti si statky rozdělili jeho synové. Starší Michal dostal Řečici, mladší Jiřík si vybral otcovskou Stráž a Kamenici. V Kamenici působil v letech 1466 - 1476 a byl zde nejvyšším sudím. Michal zemřel před 4. dubnem 1470, Jiří roku 1476. Rod tak vymřel po meči.